# Туристично-оздоровчий комплекс «Судак»
44°50′33″ пн. ш. 34°58′6″ сх. д. / 44.84250° пн. ш. 34.96833° сх. д.

План-схема ТОК «Судак»

Туристично-оздоровчий комплекс «Судак» (ТОК «Судак») — українська оздоровниця та центр конгресного туризму в місті Судак.
ТОК «Судак» розташований у прибережній частині Судацької долини, на території парку, який є пам'яткою садово-паркового мистецтва.

## Історія
Заснований у 1948 як Будинок для відпочинку «Судак». У 1955 році переданий у відання Міністерства середньої промисловості СРСР. У 1992 році перейшов до власності АР Крим, з 1996 — відкрите акціонерне товариство. Директором ВАТ у 1996—1998 роках був кримський бізнесмен і політик Борис Дейч, його родичам належав комплекс до початку 2010-х років. Пізніше контроль над підприємством перейшов до «Смарт-Холдингу» російського, а надалі українського бізнесмена та політика Вадим Новинського.
У 2014 році захоплений російською владою анексованого Криму. 2016 року перейшов під управління Міністерства оборони РФ.

## Інфраструктура
7 корпусів вміщують 1100 місць у одно-, дво- та тримісних номерах.
У 2001 році ТОК «Судак» за рівнем цін та комфорту відносили до середнього класу відпочинку. У 2008 році номерів економ-класу майже не залишилось, а за рейтингом журналу «Новинар», що складався шляхом опитування туристичних операторів, комплекс розділив 4-6 місце серед усіх місць відпочинку Криму.
На території є власне джерело з сірководневою мінералізованою водою, власні піщаний та гальковий пляж, бар, ресторан, їдальня.
У 2003 на території комплексу відкритий музей ТОК «Судак». У двох залах музею експонуються матеріали, що розповідають про історію міста Судак і його розвитку як курорту.

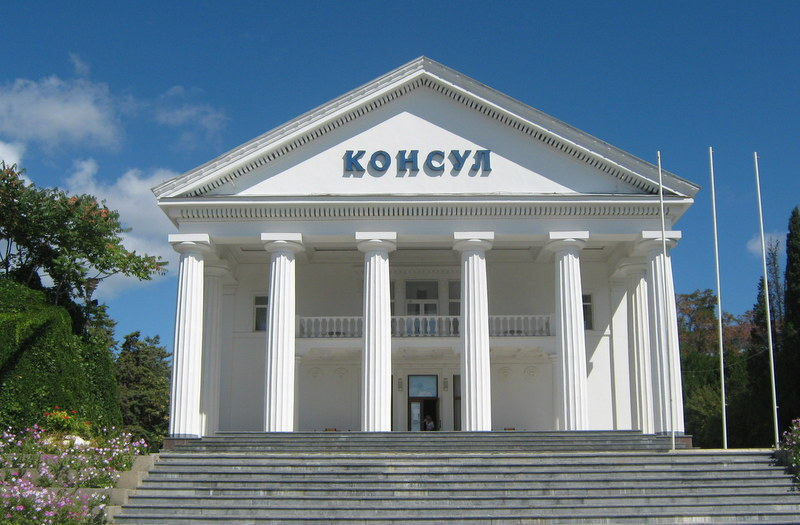
Ресторан «Консул»
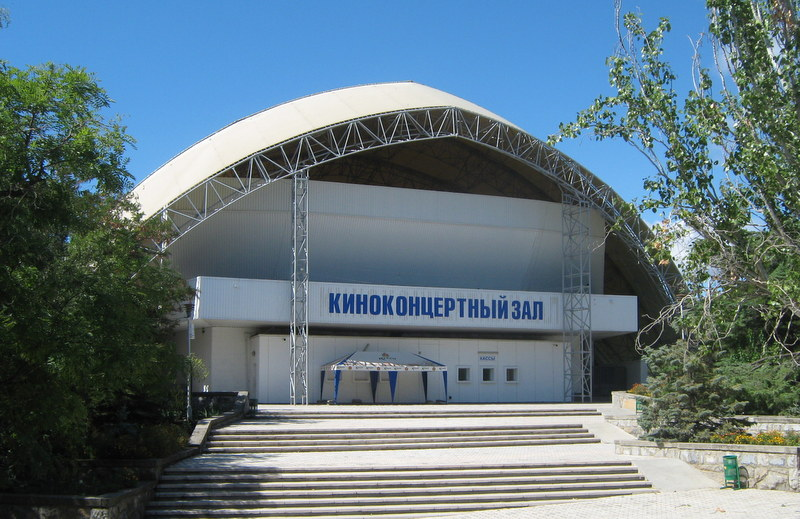
Кіноконцертний зал
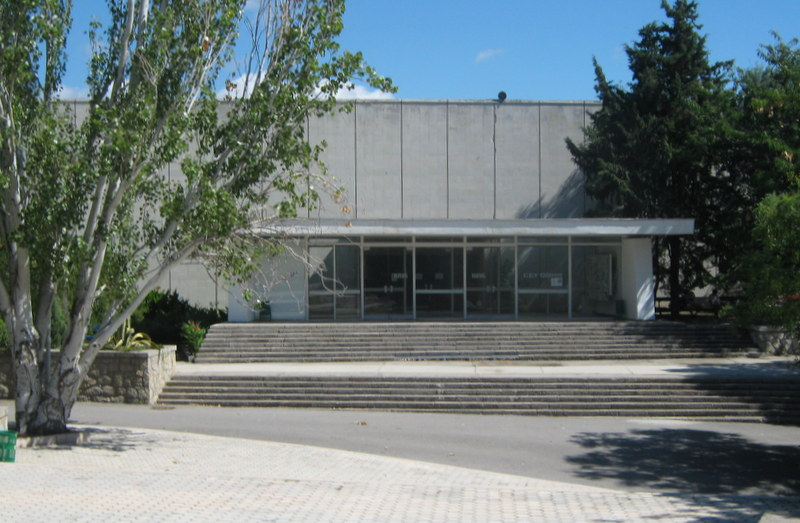
Палац культури і музей

## Парк
На території комплексу розташований дендрологічний парк, який 1997 року проголошений пам'яткою садово-паркового мистецтва «Парк будинку відпочинку „Судак“». Парк займає площу 17,4 га та містить унікальну колекцію видів рослин-інтродуцентів, включно з особливо рідкісними рослинами. У 2017 році Судакський міський суд російської окупаційної адміністрації ухвалив рішення щодо вільного доступу до парку для всіх охочих.

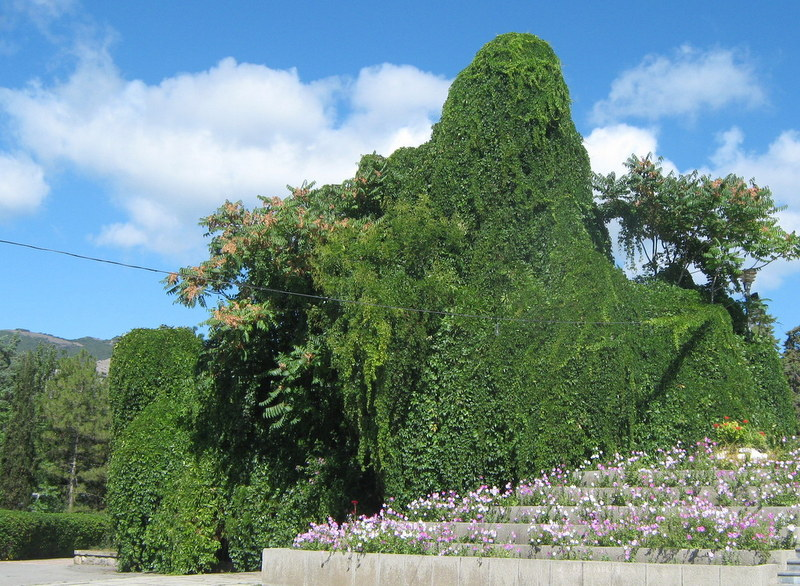
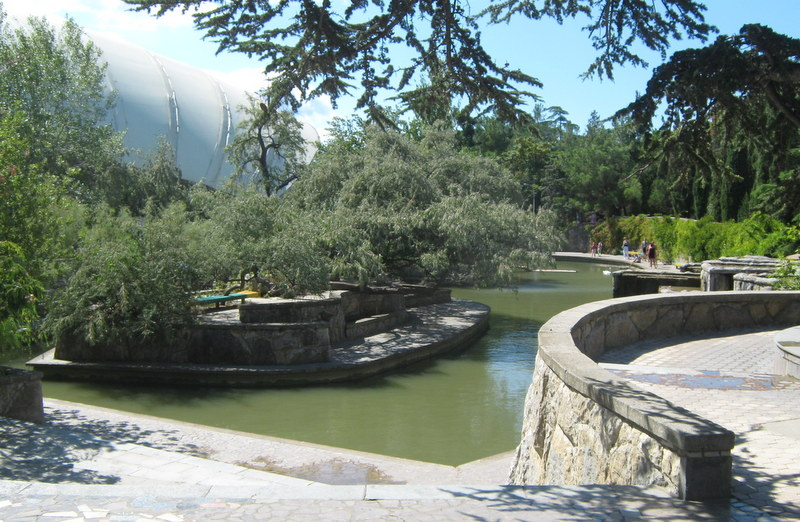
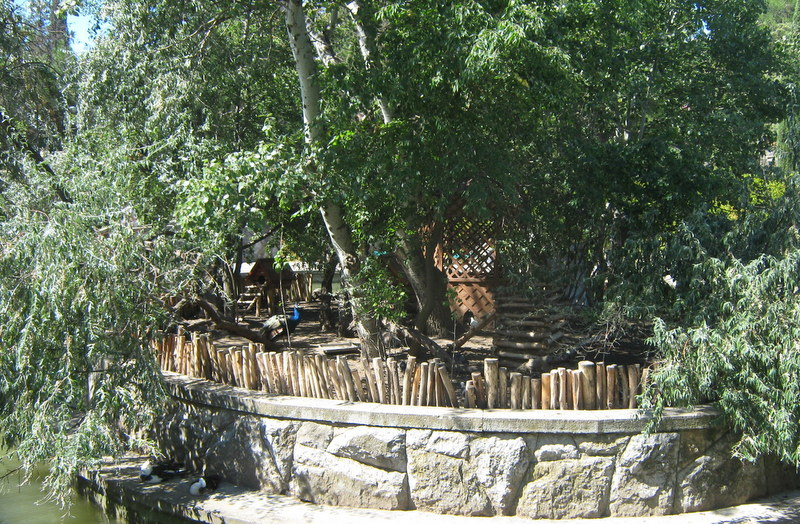

## Нагороди
У 1998 році президіум Верховної Ради АР Крим нагородив працівників комплексу Почесними грамотами.
У 2013 році комплекс «Судак» отримав нагороду «Ukrainian Travel Awards-2013» в номінації «Найкраща організація лікувального харчування».